# Brusiek
Brusiek is een dorp in de Poolse woiwodschap Silezië. De plaats maakt deel uit van de gemeente Koszęcin en telt 70 inwoners.